# Arthur Godfrey
Pour les articles homonymes, voir Godfrey.
Ne doit pas être confondu avec Arthur S. Godfrey.
Arthur Godfrey est un animateur de radio, acteur et scénariste américain, né le 31 août 1903 à Manhattan, ville où il est mort le 16 mars 1983. Le licenciement en direct de Julius La Rosa en octobre 1953 ternit définitivement son image et amorça le déclin de sa popularité. Au milieu des années 1950, alors qu'il était au sommet de sa gloire, Godfrey animait deux émissions hebdomadaires pour CBS-TV et un show matinal de 90 minutes, alors qu'au début des années 1960, il ne faisait plus que des interventions ponctuelles à l'écran ; sa chronique quotidienne à la radio prit fin en 1972.
Godfrey finit par être identifié avec les marques dont il assurait la promotion, en particulier les cigarettes Chesterfield et le thé Lipton. Il interrompit ses réclames pour Chesterfield cinq ans après s'être vu diagnostiquer un cancer du poumon en 1959 et devint même plus tard l'un des porte-paroles de l'Alliance contre le tabac.

## Biographie

### Jeunesse
En 1915, sa famille, en sérieuse difficulté financière, déménagea dans la banlieue de Hasbrouck Heights. Godfrey interrompit sa scolarité après l'année de sixième au collège de Hasbrouck Heights. Arthur, aîné de cinq enfants, s'efforça d'abord de subvenir aux besoins de sa famille en travaillant en dehors des cours, puis à l'âge de 14 ans, quitta le domicile familial pour ne plus être à charge. L'année suivante, il travaillait comme dactylographe à la base militaire de Merritt, dans le New Jersey, et s'engagea deux ans plus tard dans la marine (en mentant sur son âge).

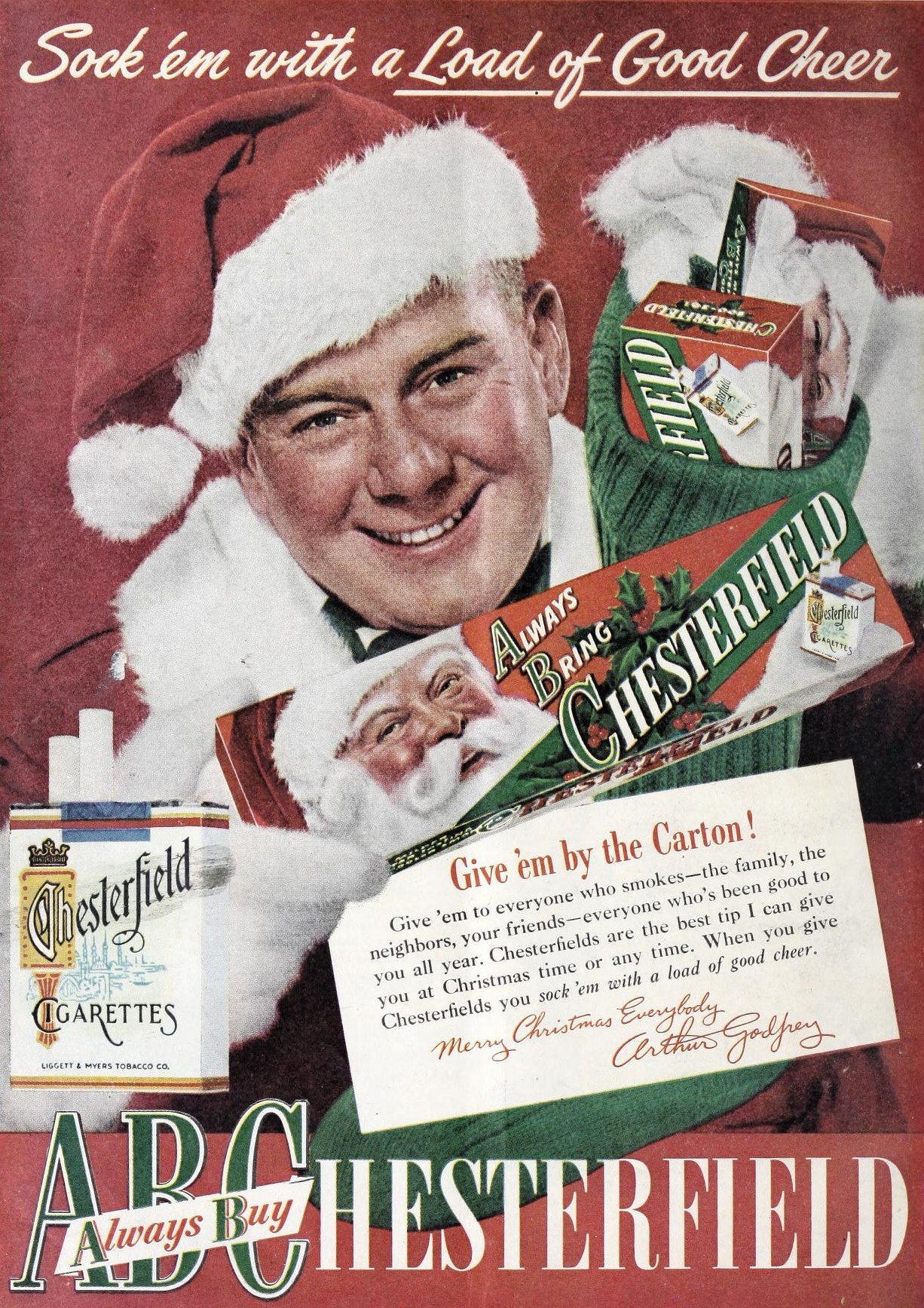
Godfrey finit par être identifié avec les marques dont il assurait la promotion

Godfrey servit dans l'US Navy de 1920 à 1924 comme radio à bord d'un destroyer, mais fut démobilisé comme soutien de famille à la mort de son père. Il reçut des cours de perfectionnement aux transmissions lors de son service dans la  Garde côtière des États-Unis de 1927 à 1930. Il avait dû, pour y être admis, passer un examen difficile, dont il se tira si brillamment qu'il fut qualifié pour suivre les cours de l'école de Radioélectricité du Naval Research Laboratory, dont il sortit diplômé en 1929. Il était encore garde-côte à Baltimore lorsque, le 5 octobre 1929, il remporta un radio-crochet ; devenu en quelques semaines une vedette de la chaîne, il se vit proposer de tenir une courte émission hebdomadaire.

### Homme de radio
Il démissionna du service des Garde-côtes, pour devenir annonceur sur la station CBS de Baltimore et dans l'année déménagea à Washington, D.C. pour rejoindre l'équipe de NBC, où il travailla jusqu'en 1934.
Convalescent d'un accident de la route qui faillit lui coûter la vie en 1931, et écoutant la radio à loisir, il prit conscience que le ton pincé, prétentieux des annonceurs, créait une distance avec les auditeurs qui relativisait la portée de leur message : ses collègues d'alors parlaient comme des stentors, comme s'ils prononçaient un discours devant une foule anonyme. Godfrey se promit alors, de retour à l'antenne, d'adopter un ton plus proche et familier, comme s'il n'avait chaque fois qu'un seul interlocuteur. Il adopta le même ton pour ses annonces publicitaires et s'imposa ainsi comme une vedette d'audience régionale. Au fil du temps, il ponctua ses publicités de plaisanteries et de sous-entendus, s'attirant la méfiance des agences de communication. Néanmoins, ses saillies finirent par être tolérées lorsque les annonceurs s'aperçurent que leurs ventes, loin de diminuer, bénéficiaient apparemment des plaisanteries de Godfrey.

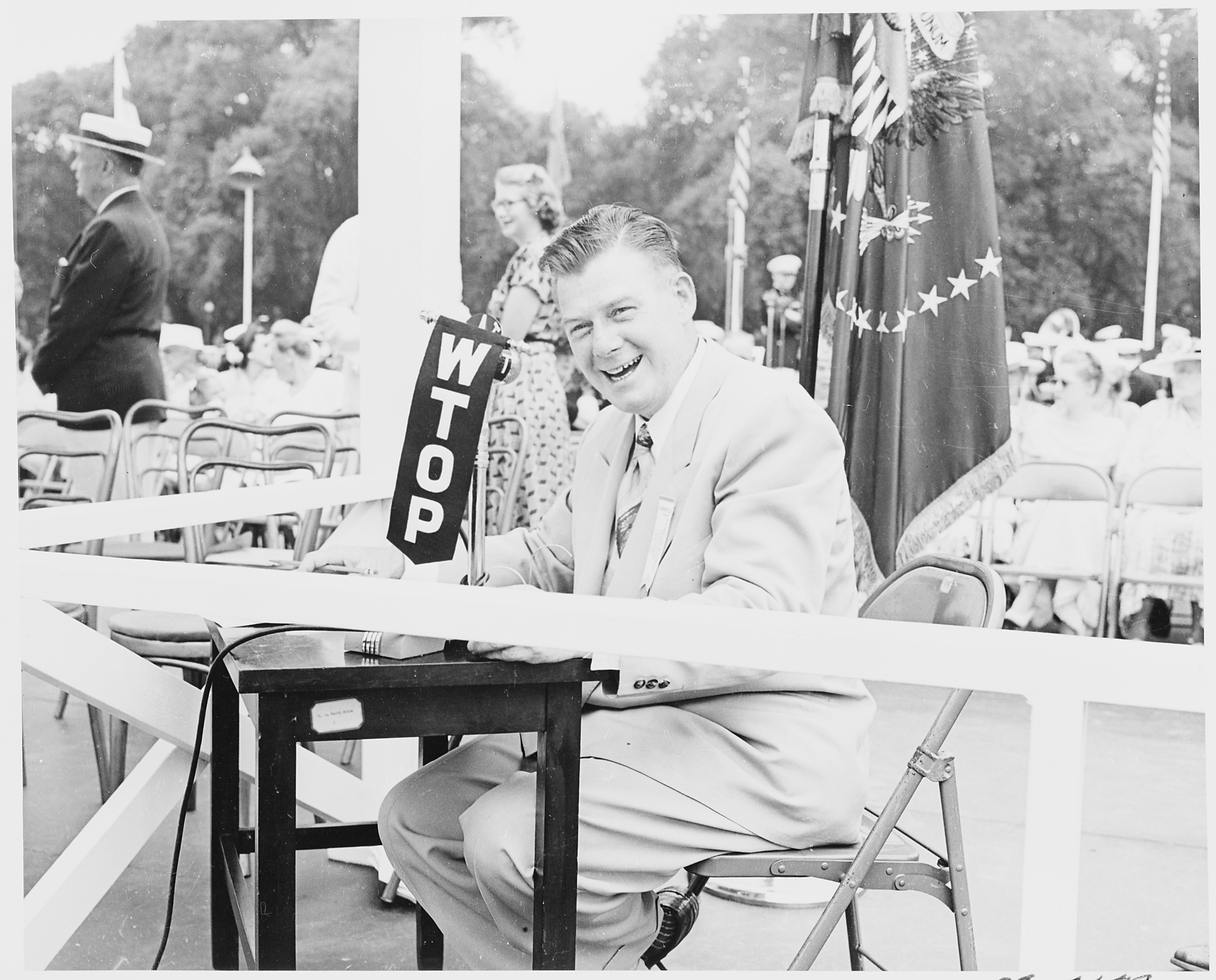
Godfrey au centenaire du Washington Monument (1948).

Entre deux annonces, Godfrey chantait et jouait de l'ukulélé. Devenu animateur freelance dès 1934, il participa à l'émission Sundial d'une station de CBS à Washington. En trois heures de matinée, Godfrey y faisait le disc-jockey, poursuivant ses facéties au moment des réclames (pour Bayer Aspirin, il prononçait bare ass prin), interrogeait des invités et tenait la revue de presse. Godfrey, qui aimait chanter, ponctuait régulièrement ses interviews d'airs pris au hasard.
Godfrey voulait garder des contacts avec l'US Navy, mais ses blessures à la hanche le rendaient inapte au service militaire. Il en appela au Président Roosevelt, qu'il savait écouter son émission à Washington, et par cette intercession, il fut admis dans la  Réserve juste avant que n'éclate la Seconde Guerre mondiale. Il participait aux manœuvres d'entraînement dans la région de Washington.
Godfrey connut une reconnaissance nationale en commentant en direct à l'antenne la procession funèbre du President Roosevelt en avril 1945. Toutes les stations locales de CBS diffusèrent son émission, archivée par la suite dans la collection d'Edward R. Murrow et Fred W. Friendly I Can Hear it Now. Contrairement aux journalistes et commentateurs de l'époque, qui annonçaient les informations d'une voix monocorde et nasillarde, Godfrey s'exprimait avec chaleur et sympathie, instaurant un climat d'intimité et restituant une ambiance. C'est ainsi qu'au passage de la voiture du vice-président Harry S. Truman dans le cortège, Godfrey s'écria d'une voix brisée par l'émotion : « God bless him, President Truman ». Toute une nation se retrouvait dans ce cri.
Godfrey produisit une telle impression à l'antenne que CBS lui confia toute la tranche de la matinale de l'antenne nationale. Arthur Godfrey Time était désormais (et jusqu'en 1972) diffusée à travers tous les États-Unis du lundi au vendredi : succession de monologues, d'interviews de vedettes, de musique interprétée, soit par l'animateur lui-même, soit par des groupes vocaux habitués de l'émission, l'émission n'était pas scénarisée à l'avance et gérait les aléas du direct.

### Homme de télévision

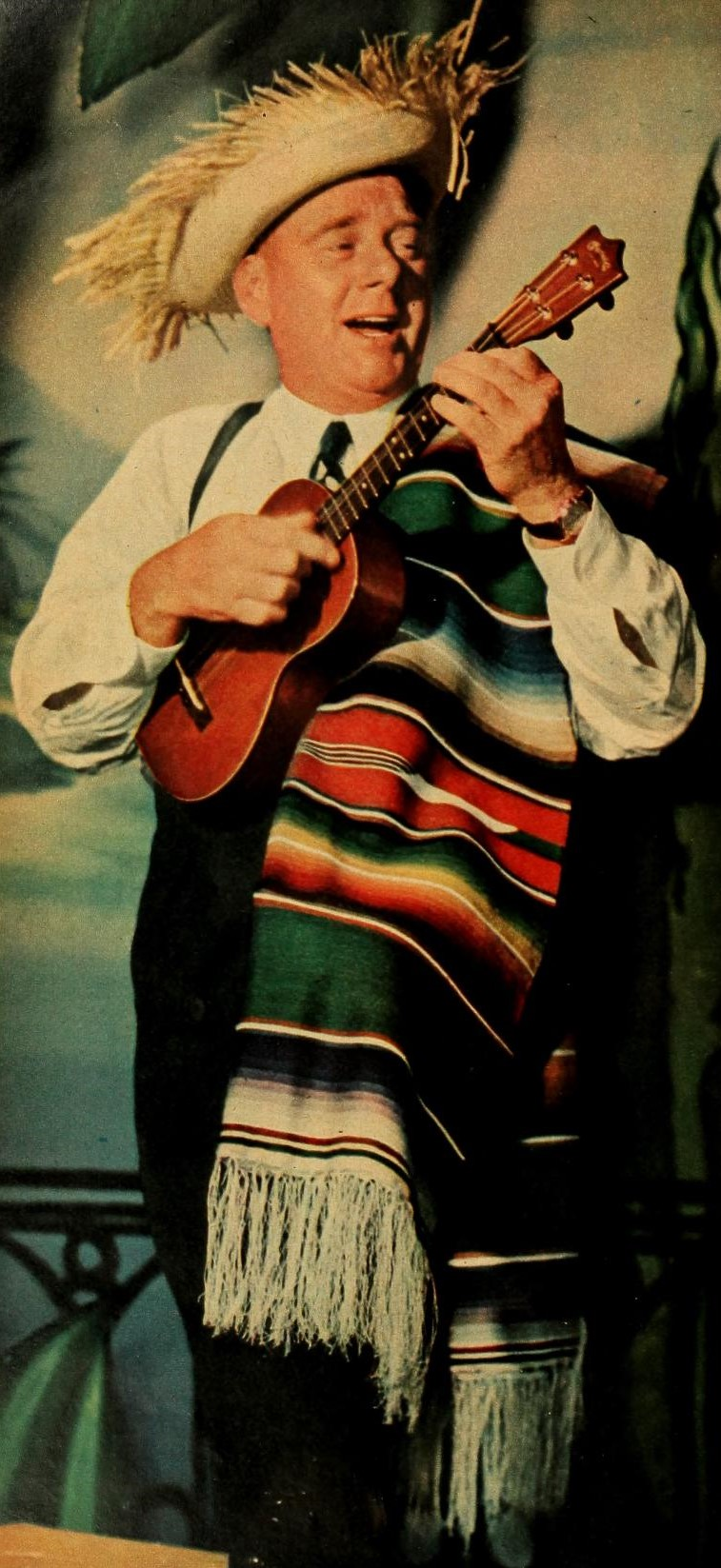
Arthur Godfrey et son ukulélé (1953).

Deux de ses émissions furent portées également au petit écran : Arthur Godfrey's Talent Scouts (1948) et Arthur Godfrey Time (1952), l'émission radio étant un peu plus longue (1h30) que l'émission télévisée (1h). Les talents d'annonceur de Godfrey lui assuraient la fidélité de plusieurs sponsors, dont les thés Lipton, Frigidaire, les poudres alimentaires Pillsbury et les cigarettes Chesterfield. En 1959, les bénéfices des annonces publicitaires de Godfrey à la télé étaient  estimés à 150 millions $, soit presque le double de ceux de son rival, Ed Sullivan.

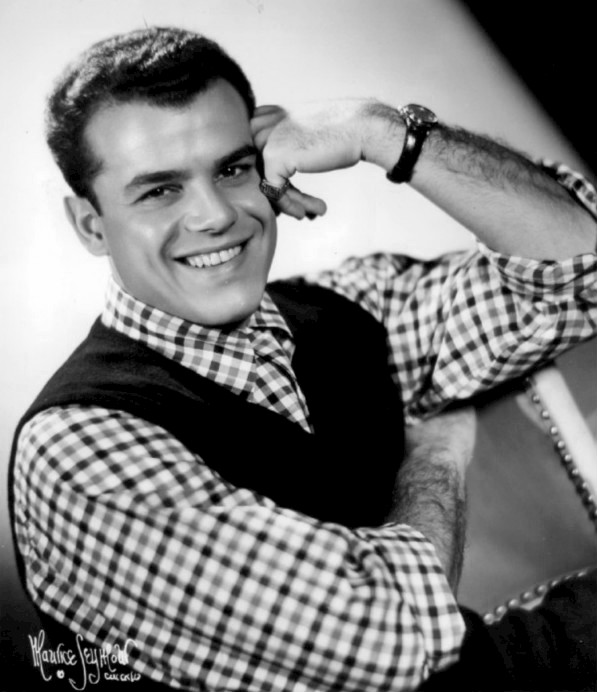
Le chanteur Julius LaRosa (1930-2016) eut le courage de rompre avec son Pygmalion, Arthur Godfrey.

Finalement, Godfrey produisit une émission des meilleurs moments d’Arthur Godfrey Time pour les weekends : Arthur Godfrey Digest. Il renonça peu à peu aux interviews de célébrités pour se concentrer sur un petit groupe d'artistes qu'il invitait régulièrement et qu'on appela les Little Godfreys. La plupart étaient encore peu connus, mais grâce à leur mentor ils bénéficièrent bientôt d'une audience continentale ; certains avaient remporté le radio-crochet Talent Scouts, tels la chanteuse hawaïenne Haleloke, le ténor irlandais Frank Parker, Marian Marlowe et Julius LaRosa, jeune chanteur que Godfrey avait découvert au cours de ses semaines d'exercice dans la réserve de la Marine américaine. LaRosa fut invité une première fois par Godfrey en 1951 dans Arthur Godfrey and his Friends. Godfrey préférait que ses invités n'aient pas d'agent artistique : il mettait plutôt son équipe télé à leur service pour organiser leurs spectacles, mais cela lui permettait évidemment de contrôler leur carrière et, d'une certaine façon, leurs revenus ; LaRosa fut le premier à enfreindre cet accord implicite en engageant son propre agent en 1953 : Godfrey s'emporta au point de lui donner son congé en direct à l'antenne.
Le Godfrey show fut porté à la télévision, mais certains auditeurs sudistes de CBS protestèrent contre la diffusion du quartet de barbershop The Mariners : ce groupe d’ex-soldats de la garde côtière comptait deux chanteurs noirs. Godfrey repoussa leur demande et fit observer que les troupes de la guerre de Corée incorporaient des noirs aussi bien des blancs ; il tourna en dérision les critiques, y compris celles du gouverneur démocrate de Géorgie Herman Talmadge. Ses émissions radiophoniques témoignent que l'opposition de Godfrey aux discriminations raciales a été constante.
Dick Cavett, dans un billet d'opinion pour le New York Times (16 juillet 2010), estime de même que les accusations d'antisémitisme portées contre Godfrey sont une affabulation pure (... purest nonsense.).
Godfrey était l'un des hommes les plus demandés de l'industrie américaine du spectacle : il dirigeait simultanément plusieurs émissions  radio et télés, en journée et le soir. Godfrey et son secondant, Lewis, enregistrèrent plusieurs disques pour Columbia Records, souvent accompagnés des Little Godfreys : outre Too Fat Polka, il y eut les chansons Candy and Cake ; Dance Me Loose. I’m Looking Over a Four Leaf Clover; Slap 'Er Down Again, Paw ; Slow Poke et The Thing. En 1951, Godfrey présenta un documentaire nostalgique, Fifty Years Before Your Eyes, produit pour Warner Brothers par l’historien du cinéma muet Robert Youngson.
L'immense popularité de Godfrey, la confiance que lui accordaient ses auditeurs, n'échappèrent pas au Président Dwight Eisenhower, qui lui demanda d'enregistrer des annonces officielles pour la télé en cas de guerre nucléaire, estimant que la bonhomie et l'assurance de Godfrey rassurerait les Américains. L'existence de ces enregistrements a été confirmée en 2004 par un ex-president de CBS, le Dr. Frank Stanton, à un collaborateur du site internet CONELRAD.

## Filmographie

### Acteur
- 1948 : Talent Scouts (série télévisée) : Host (unknown episodes)
- 1950 : Arthur Godfrey and His Ukulele (série télévisée) : Host
- 1950 : Fifty Years Before Your Eyes : Narrator
- 1960 : Candid Camera (série télévisée) : Co-Host (1960-1961)
- 1963 : Quatre du Texas (4 for Texas) : Mr. Godfrey
- 1966 : La Blonde défie le FBI (The Glass Bottom Boat) : Axel Nordstrom
- 1968 : Your All-American College Show (série télévisée) : Host
- 1968 : Les Gamines explosives (Where Angels Go, Trouble Follows) de James Neilson : The Bishop
- 1971 : America: The Ocean Frontier (TV)
- 1971 : America: The Everglades (TV)
- 1978 : The Great Bank Hoax : Bryer
- 1979 : Flatbed Annie & Sweetiepie: Lady Truckers (TV) : Uncle Wally
- 1979 : Brigade des anges de Greydon Clark : lui-même

### Scénariste
- 1971 : America: The Ocean Frontier (TV)
- 1971 : America: The Everglades (TV)